# 华东蓝刺头
华东蓝刺头（学名：Echinops grijisii）为菊科蓝刺头属的植物。分布于台灣本島、亚热带地区、热带以及中国大陆的广西、山东、河南、福建、江苏、安徽、辽宁等地，生长于海拔120米的地区，常生于山坡草地，目前尚未由人工引种栽培。

## 别名
格利氏蓝刺头（江苏南部种子植物手册）